# Nyctemera conjuncta
Nyctemera conjuncta är en fjärilsart som beskrevs av Alfred Ernest Wileman 1915. Nyctemera conjuncta ingår i släktet Nyctemera och familjen björnspinnare. Inga underarter finns listade i Catalogue of Life.